# Volterra (Mondkrater)
Volterra ist ein Einschlagkrater auf der Mondrückseite.
Der Krater Volterra liegt im Norden der erdabgewandten Seite, nordnordöstlich des größeren Kraters Von Békésy. In nordöstlicher Richtung trifft man auf Olivier und in nordwestlicher Richtung auf Yablochkov. Der Krater ist von vielen späteren Einschlägen gezeichnet, weist aber im Ostteil einen relativ ebenen Kraterboden auf. Die Entstehungszeit des Kraters fällt in die nektarische Periode, möglicherweise sogar in die pränektarische Periode.

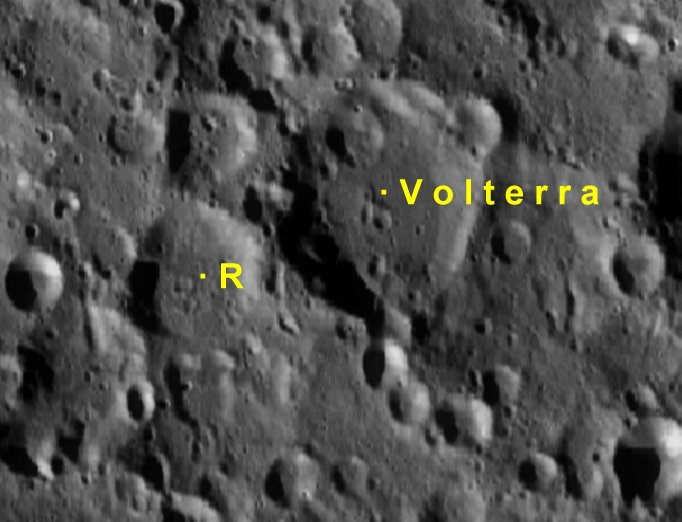
Volterra mit seinem Nebenkrater

Volterra hat einen mit R bezeichneten Nebenkrater:
| Buchstabe | Position            | Durchmesser | Link |
| --------- | ------------------- | ----------- | ---- |
| R         | 55,96° N, 128,91° O | 33 km       |      |

Der Krater wurde 1970 von der IAU offiziell nach dem italienischen Mathematiker und Physiker Vito Volterra benannt.